# ウィキッド ふたりの魔女
『ウィキッド ふたりの魔女』（ウィキッド ふたりのまじょ、原題: Wicked、映画本編での表記: Wicked: Part I）は、ジョン・M・チュウが監督を務め、ウィニー・ホルツマンとデイナ・フォックスが脚本を手がけた2024年のアメリカ合衆国のミュージカル・ファンタジー映画。本作は、スティーヴン・シュワルツとホルツマンによる舞台ミュージカル『ウィキッド』を原作とした2部作映画の第1作で、グレゴリー・マグワイアの1995年の小説「オズの魔女記」に緩やかに基づいている。主要キャストにはシンシア・エリヴォとアリアナ・グランデが出演し、ジョナサン・ベイリー、イーサン・スレイター、ボーウェン・ヤン、マリッサ・ボーディ、ピーター・ディンクレイジ、ミシェル・ヨー、ジェフ・ゴールドブラムらが助演として名を連ねている。
本作の舞台はオズの国で、主にドロシー・ゲイルがカンザスから訪れる以前の物語が描かれる。エルファバという学生が「西の悪い魔女」になるまでの道のりと、同級生グリンダ（後の「南の良い魔女グリンダ」）との予想外の友情を描いている。
舞台ミュージカルの制作を手がけたユニバーサル・ピクチャーズとマーク・プラットは、映画化を2012年に発表した。しかし、長い開発期間を経たうえ、新型コロナウイルス感染症のパンデミックによる度重なる延期を経て、チュウが監督に起用され、2021年にエリヴォとグランデがキャストに決定した。物語の重要な要素を削除せず、キャラクター間の関係性や成長を深く描くため、映画は2部作に分割された。撮影は2022年12月にイギリスで開始されたが、2023年のSAG-AFTRAストライキの影響で一時中断され、2024年1月に終了した。
『ウィキッド ふたりの魔女』は2024年11月3日にオーストラリア・シドニーのステート・シアターで初公開され、同年11月22日にアメリカで劇場公開された。監督の手腕やキャストの演技（特にエリヴォ、グランデ、ベイリー）、感情的な深み、ユーモア、プロダクションのクオリティ、原作への忠実さが高く評価された一方、上映時間の長さには批判も寄せられた。続編となる『ウィキッド 永遠の約束』は2025年11月21日に公開予定である。

## ストーリー
オズの国では、マンチキンランドの住民たちが西の悪い魔女の死を祝っている。空から現れた善き魔女グリンダは悪い魔女の過去について語り始める。彼女は当時のスロップ総督の妻と旅のセールスマンとの不倫の末に生まれたが、緑色の肌を理由に誕生直後から拒絶され、困難な幼少期を過ごした。彼女と友人だったのかと尋ねられたグリンダは、「知り合いだった」と答え、過去を振り返る。
数年前。後の西の悪い魔女ことエルファバ・スロップは、車椅子を使う妹のネッサローズをシズ大学に連れて行く。大学の学部長であるマダム・モリブルは、エルファバの無意識の魔法能力を目撃し、個別指導を提案する。エルファバはこれを受け入れ、自身が憧れるオズの国の支配者、オズの魔法使いに会う機会を得られると期待する。しかし、後の善き魔女こと陽気で人気者のガリンダ・アップランドと相部屋になったことに不満を抱き、二人は何かと対立する。ある夜エルファバは、差別に直面している話すヤギのディラモンド教授をキャンパス外の彼の家まで追う。ディラモンドは他の動物たちが市民権を失いつつあると語り、エルファバは魔法使いがこの問題に対処してくれるはずだと語る。
一方、反抗的な転校生フィエロ・ティゲラーは学生たちをオズダスト・ボールルームに誘う。ガリンダはフィエロと一緒に行くため、ネッサローズを伴わせるようボック・ウッドスマンを説得する。オズダストでガリンダは、エルファバがモリブルにガリンダも魔法の講義に参加できるように頼んでいたことを知る。その後、ガリンダはエルファバが彼女から受け取った帽子をかぶったことで嘲笑されているのを見て罪悪感を感じ、彼女と踊り、後にメイクオーバーを施す。翌日、ディラモンド教授は動物が教師を務めることを禁止する新たな校則により教室から連行される。その後任であるニキディク教授は、幼いライオンの子供を使った実験を試みるが、エルファバが咄嗟にかけたケシの花の魔法でこれを阻止し、魔法にかからなかったフィエロと共に子ライオンを森に逃がす。その後の会話で、エルファバはフィエロがガリンダを好んでいたことに心を痛める。
ケシの花の魔法がかけられた教室を見たモリブルはオズの魔法使い宛てに手紙を書く。エルファバはオズの魔法使いからの招待を受ける。ガリンダは「グリンダ」に名前を変え、ディラモンドの誤った発音に敬意を表する。二人は列車に乗り、オズの首都エメラルド・シティを訪れ友情を確かめ合いながら観光を楽しむ。
普通の人間だった魔法使いとの初対面で、エルファバは肌の色を変えるのではなく、動物たちを助けたいと申し出る。そこにモリブルが現れエルファバにグリムリーという呪文書を使って呪文を唱えるよう促す。エルファバの呪文により魔法使いの猿の衛兵たちには翼が生え、モリブル夫人と魔法使いはこれで彼らに国中を見張らせることができると喜ぶ。それを聞いたエルファバは、魔法使いが動物たちの権利や言葉を奪い抑圧しようとしていること、そして二人が詐欺師であることに気づき利用されたことを悟り、ショックを受けグリムリーを奪い逃走する。
モリブル夫人がエルファバを「邪悪な魔女」と呼び非難する。混乱の中シズ大学の学生たちは避難し、フィエロは馬に乗って校外に逃げ、総督はこの知らせを耳にし心臓発作を引き起こす。グリンダは彼女を追いかけ魔法使いと和解するよう説得するが、エルファバは彼らの計画を阻止することを選びグリンダに一緒に来るように促す。グリンダは彼女を支持したが別の道を進むことを選び、エルファバがグリムリーを使ってほうきを浮かせるのを見守る中、衛兵に拘束される。衛兵から注意を逸らすべく一人空を飛ぶエルファバは魔法で衛兵と猿をかわす。オズ全域で停電を引き起こしグリンダを残して西へと飛び去って行ったのだった。

## キャスト
エルファバ・スロップ
演 - シンシア・エリヴォ、日本語吹替 - 高畑充希
主人公の一人。強大な魔力と緑色の肌を持つ誤解されがちな女性。後の「西の悪い魔女」。グリンダからは「エルフィー」と呼ばれる。
幼少期のエルファバ
演 - カリス・ムソンゴレ
ガリンダ・アップランド(グリンダ)
演 - アリアナ・グランデ＝ブテーラ、日本語吹替 - 清水美依紗
陽気で美しくシズ大学で人気者の若い女性。魔力が全くないが後に「南の善い魔女グリンダ」となる。
フィエロ・ティゲラール
演 - ジョナサン・ベイリー、日本語吹替 - 海宝直人
ハンサムだが軽薄なウィンキーの王子で、学校でエルファバやグリンダと出会い、彼女達の間で心が揺れる。
ボック・ウッドスマン
演 - イーサン・スレイター、日本語吹替 - 入野自由
グリンダに恋するマンチキン。ネッサローズに想いを寄せられる。
ファニー
演 - ボーウェン・ヤン、日本語吹替 - kemio
グリンダの大学時代の友人。
ネッサローズ・スロップ
演 - マリッサ・ボーディ、日本語吹替 - 田村芽実
エルファバの妹。生まれつき足が不自由で車椅子生活を送る。ボックに好意を持つ。
幼少期のネッサローズ
演 - セシリー・コレット・テイラー
ディラモンド教授
演 - ピーター・ディンクレイジ（声）、ルイサ・ゲレリオ（動作）、日本語吹替 - 山寺宏一
話すヤギで、シズ大学の歴史教授。エルファバに親切にしているが、後に追放される。
マダム・モリブル
演 - ミシェル・ヨー、日本語吹替 - 塩田朋子
シズ大学の魔法学部長。表向きは親切だが、実は動物実験の犯人の一人。
オズの魔法使い
演 - ジェフ・ゴールドブラム、日本語吹替 - 大塚芳忠
エメラルドシティの偉大なるオズの魔法使いだが、実は詐欺師で動物実験の主犯格。
シェンシェン
演 - ブロンウィン・ジェームス、日本語吹替 - ゆりやんレトリィバァ
グリンダの大学時代の友人。
スロップ総督
演 - アンディ・ナイマン、日本語吹替 - 岡田誠
エルファバとネッサローズの父で、マンチキンランドの総督。緑色の肌で生まれたエルファバを嫌う。
スロップ夫人
演 - コートニー・メイ＝ブリッグス、日本語吹替 - 大平あひる
エルファバとネッサローズの母だが、夫同様エルファバを愛さなかった。ネッサローズ出産時に亡くなっており、物語開始時点ですでに故人である。
ミス・コドル
演 - キアラ・セトル、日本語吹替 - 竹内順子
シズ大学の校長。
アヴァリック
演 - アーロン・テオ
フィエロの友人。
ダルシーベア
演 - シャロン・D・クラーク（声）、マデリン・ウィルソン（動作）、日本語吹替 - 新井笙子
話すクマで、エルファバの出産を手伝い、スロップ家の世話役を務める。
オオカミ医師
演 - ジェナ・ボイド（声）、サラ・マーデル（動作）、日本語吹替 - 泉佳奈
エルファバの出産を手伝うオオカミの医師。
ニキディク教授
演 - コリン・マイケル・カーマイケル
ディラモンド教授の後任のシズ大学の教授。ライオンを実験台にしていたため、それがエルファバの逆鱗に触れる。
臆病なライオンは子ライオンとして登場する。また、カンザスの農場出身のドロシー・ゲイルが、竜巻によって犬のトトと共にオズの国に運ばれ、カカシ、ブリキの木こり、大人になった臆病なライオンと共に映画序盤に短いカメオ出演を果たしている。ロビン・ギヴァーは、魔法使いの猿の軍隊のリーダーであり、エルファバのお気に入りの翼の生えた猿チステリーを演じている。スティーブン・スタントンはフィエロの馬の声を担当している。
「One Short Day」のシーンでは、複数のカメオ出演が見られる。舞台版『ウィキッド』でエルファバ役とグリンダ役を演じたイディナ・メンゼルとクリスティン・チェノウェス（日本語吹替：岡村美南、谷原志音）が、エメラルドシティ・プレイヤーズの女性賢者役として登場している。また、元フィエロ役の代役だったマイケル・マッコリー・ローズ（日本語吹替：武内駿輔）が「ウィズ・オー・マニア」の語り手として出演している。
脚本家であるウィニー・ホルツマンは、「彼（グリマリーを）読める！魔法使いに違いない！」と叫ぶシーンでカメオ出演しており、作曲家のスティーヴン・シュワルツはエメラルドシティの門番役として登場し、エルファバとグリンダに「魔法使いが今会ってくれる」と告げる。
また、アダム・ジェームズとアリス・フェーンがグリンダの両親役として短いカメオ出演を果たし、グリンダからそれぞれ「ポプシクル」と「モムジー」と呼ばれている。ショーン・プレンダガストがシズ大学の学長役で、チェリダ・ストラレンがシズ大学の図書館員役で出演している。
さらに、ケリー・エリス、ルーク・ベイヤー、ジョルジナ・オヌオラ、ダイアン・ピルキントンなど、ウェストエンドの著名な俳優もカメオ出演している。

## 制作

### 開発
2003年にグレゴリー・マグワイアの小説『Wicked: The Life and Times of the Wicked Witch of the West』が、ライマン・フランク・ボームの1900年の小説『オズの魔法使い』を再解釈した内容としてブロードウェイ・ミュージカル『ウィキッド』に脚色された。このミュージカルはユニバーサル・ピクチャーズの舞台部門によって制作され、ジョー・マンテロが監督を務め、ウェイン・シレントが振り付けを担当した。ブロードウェイ公演はシカゴ、ロンドン、サンフランシスコ、ロサンゼルス、さらにドイツ、オーストラリア、日本でも長期公演を行い、高い評価を得た。『ウィキッド』はトニー賞に10部門でノミネートされ、3部門を受賞した。また、20年以上にわたり7,500回以上の公演が行われ、ブロードウェイ史上4番目に長く上演された作品となっている。オリジナルのブロードウェイ公演では、イディナ・メンゼルがエルファバ役を、クリスティン・チェノウェスがグリンダ役を演じた。
2009年のインタビューで、マグワイアは『ウィキッド』の独立した非ミュージカル版テレビドラマ化の権利をABCに売却したことを明かした。この企画はホルツマンの脚本には基づかないものであった。2011年1月9日、『エンターテインメント・ウィークリー』が、ABCがサルマ・ハエックの制作会社と提携し、マグワイアの小説を原作としたテレビミニシリーズを制作する計画を進めていると報じた。しかしキャスティングなどの詳細は明かされなかった。
クリスティン・チェノウェスとイディナ・メンゼルが映画版の主演候補として名前が挙がり、リア・ミシェルやエイミー・アダムスも候補として噂されていた。また、脚本家候補としてウィニー・ホルツマンとスティーヴン・シュワルツの名前が挙がり、監督候補にはJ・J・エイブラムス、ロブ・マーシャル、ジェームズ・マンゴールド、ライアン・マーフィーらが検討されていた。
2012年12月、映画『レ・ミゼラブル』の成功を受けて、舞台版のプロデューサーでもあるマーク・プラットが映画版の制作が進行中であることを発表し、2016年の公開を目指していることを明らかにした。長い開発期間を経た後、ユニバーサルは2016年に映画が2019年12月20日に劇場公開される予定であると発表し、スティーブン・ダルドリーが監督に起用された。2024年時点では、ホルツマンが単独で脚本を執筆したとされていたが、2024年8月、全米脚本家組合（WGA）は、ダナ・フォックスがホルツマンと共同で脚本に携わり、クレイグ・メイジンが追加の文学素材を提供していたことを確認した。

### プリプロダクション
2017年5月、スティーヴン・シュワルツは映画版に「少なくとも2曲の新曲」が含まれると発表した。2018年8月31日、ユニバーサル・ピクチャーズは制作スケジュールの調整のため映画の制作を一時停止し、映画版『キャッツ』に本作の予定公開日を譲った。2019年2月8日、ユニバーサルは新たな公開日として2021年12月22日を発表した。しかし、2020年4月1日、新型コロナウイルス感染症の影響による公開スケジュールの変更に伴い、映画は再び延期され、2021年の公開枠は『SING/シング: ネクストステージ』に割り当てられた。同年10月20日、スケジュールの都合でスティーヴン・ダルドリーがプロジェクトを離脱したことが発表された。
2021年2月2日、ジョン・M・チュウが監督に就任することが明らかになった。エグゼクティブプロデューサーとしてシュワルツ、ホルツマン、フォックス、デイビッド・ニックセイ、ジャレッド・レボフが参加する。同年8月、アリス・ブルックスが撮影監督に起用されることが確認された。ブルックスは以前、映画版『イン・ザ・ハイツ』でもチュウと共に仕事をしている。

2021年11月、アリアナ・グランデとシンシア・エリヴォがそれぞれグリンダとエルファバ役にキャスティングされた。グランデは以前、NBCの特別番組『ウィキッド15周年記念』でミュージカルの楽曲「The Wizard and I」を披露しており、エリヴォもPBSの特別番組『ウィキッド・イン・コンサート』で「Thank Goodness」の一部である「I Couldn't Be Happier」を歌唱していた。グランデはグリンダ役のオーディションを5回受けたと報じられている。他にもダヴ・キャメロン、テイラー・ラウダーマン、レネー・ラップ、アマンダ・サイフリッドがグリンダ役のオーディションを受けたとされている。
2022年6月、チュウはネイサン・クロウリーがプロダクションデザイナーに採用されたことを確認した。同年9月21日、ジョナサン・ベイリーがフィエロ役にキャスティングされたと報じられた。彼はブロードウェイで2018年から2019年にフィエロ役を演じたライアン・マッカータンや、ニック・ジョナス、ジョー・ジョナスらを抑えて選ばれた。2022年10月にはジェフ・ゴールドブラムがオズの魔法使い役で最終交渉中であると発表され、12月までに契約が完了した。同時に、イーサン・スレイター、ミシェル・ヨー、マリッサ・ボーディ、ボーウェン・ヤン、ブロンウィン・ジェームズ、キアラ・セトル、アーロン・テオ、コリン・マイケル・カーマイケルがキャストに加わった。2024年4月、シネマコンでピーター・ディンクレイジがドクター・ディラモンドの声を担当することが明らかにされた。
エルファバ役の準備について、エリヴォは『バラエティ』で、ブロードウェイ版を再度観劇したいとし、「すべてを再学習しています。もう一度見に行きたいんです……ニューヨークに行った際には観劇する予定で、それが5回目になります」と述べた。また、映画のプロダクションデザインやビジュアルスタイルについて議論が進んでいることを明かし、衣装デザイナーとしてポール・タゼウェルの採用を確認した。エリヴォは、西の悪い魔女となるエルファバの衣装について「ジャン＝ポール・ゴルチエのコレクションのような、新世界の金ぴか時代的な雰囲気」を要望したという。
エルファバの髪型や爪のデザインについてもエリヴォが大きく関与し、「エルファバにはマイクロブレイズを入れたいと思っていましたし、彼女の爪もフルセットにしたかったんです。それは私の文化へのオマージュであり、オズの世界へのオマージュでもあります」と述べた。また彼女は「エルファバの爪が魔法の一部で、自然に伸びるものだと考えました。彼女はその理由をまだ発見していないけれど、緑の肌と同じように意味があるんです」と語った。

### 撮影
主要撮影は2022年6月にイギリスのスカイ・スタジオズ・エルストリー施設で開始される予定だった。2021年7月、スティーヴン・シュワルツはその年にアトランタで撮影が行われる計画があることを示唆していた。2022年4月26日、監督のジョン・M・チュウは映画版を2部作（『ウィキッド ふたりの魔女』および『ウィキッド パート2』）として製作することを発表し、次のように述べた。
昨年の製作準備を通じて、『ウィキッド』の物語を1本の映画に収めるのは不可能であり、それを無理に行うと原作に大きな損害を与えることが明らかになりました……楽曲を削る、キャラクターを削減するといった決定は、長年私たちを魅了してきた原作にとって致命的な妥協に思えました。そこで、より大きなキャンバスを自分たちに与え、1本ではなく2本の『ウィキッド』映画を作ることにしました。この広がりを持つことで、『ウィキッド』の物語をあるべき形で語りながら、キャラクターたちの旅路により深みと驚きを与えることができるのです。
2022年6月、シュワルツは新曲が2部作のいずれかに含まれることを確認した。
「Defying Gravity」を休憩なしで通り過ぎるのは非常に困難でした……あの曲は幕を下ろすために書かれているので、その後に休憩なしでシーンを続けるのは非常にアンチクライマックスでした……1本の長い映画にするにしても、入れたい要素を削る必要がありました。それは私たちや物語のファンにとって重要だと思えるものです。プロデューサーのマーク・プラットの言葉を借りると、変更は「付加的」でなければなりません。それは物語やキャラクターに何かを追加するものでなければならず、単に違うことをするための変更ではあってはなりません。
2022年7月18日、新設されたスカイ・スタジオズ（イングランド・エルストリー）での撮影が決定し、8月にリハーサルを開始、11月に主要撮影が始まることが報じられた。12月9日、チュウはTwitterで撮影が開始されたことを確認した。
2023年9月23日、バッキンガムシャー州アイビンホー・ターフでの屋外撮影が計画されていることが、ウェスタン・スカイ・リミテッドによる申請書に記載されていた。撮影初期には、「No One Mourns the Wicked」（映画のオープニング曲）のシーン撮影中に、パパラッチがマンチキンランドのセット上空をグライダーで飛行し、キャストやスタッフを撮影した。これにより、アリアナ・グランデがグリンダ役の衣装を着た姿が初めてリークされ、注目を集めた。グランデは『VMan』のインタビューで、「（チュウと）一緒にこの作品を作れたのは本当に恵まれていたと思います。秘密の小さな学生プロジェクトみたいに感じられました……それが突然、外で撮影するようになり、『デイリー・メール』がグライダーで私たちのセット上空を飛び始めたんです」と語った。
撮影は2023年4月6日から7月14日まで予定されており、主要撮影は7月25日の「One Short Day」シーンで終了する計画だった。しかし、2023年のSAG-AFTRAストライキにより、7月13日から11月8日まで撮影が中断された。撮影は2024年1月24日に再開され、1月26日に終了した。歌唱シーンは、シンシア・エリヴォとアリアナ・グランデの要望により、撮影現場でライブ録音された。アカデミー賞受賞歴のあるサウンドミキサー、サイモン・ヘイズが録音を担当し、映画『レ・ミゼラブル』で使用された録音技術を応用した。
チュウはまた、1991年のスティーヴン・スピルバーグ監督映画『フック』を参考にした大規模なセットや実用的な特殊効果を導入し、マンチキンランドのセットには約900万本のカラフルなチューリップを植え込み、実際に舗装された黄色いレンガ道やエルファバとグリンダをエメラルドシティへ運ぶアール・デコ風の実物大列車「アンリミテッド・ワン」を作り上げた。
さらに、1998年の映画『カラー・オブ・ハート』と『トゥルーマン・ショー』もオズの国をテーマ的に描く際のインスピレーションになったと述べ、「これらは、若い世代が新たに反抗心を発見するというアイデアを描くのに役立ちます……その過程でオズ全体にどのような影響を与えるか？これは世代の覚醒を描いています。物語全体を通じて、かつて教えられたこととは異なる真実を目の当たりにするのです」とした。

### ポストプロダクションと視覚効果
2024年2月6日、インダストリアル・ライト&マジック（ILM）とフレームストアが映画の視覚効果を担当し、パブロ・ヘルマンが制作の視覚効果スーパーバイザーを務めたことが確認された。ポストプロダクション作業が進行中であり、監督のジョン・M・チュウは、新たに発売されたApple Vision Proを使用して編集者のマイロン・カースタインとリモートで作業を行っていた。第1作目のポストプロダクション作業は2024年9月19日に完了したとされている。

### 音楽
映画『ウィキッド ふたりの魔女』および『ウィキッド パート2』のサウンドトラックアルバムは、それぞれの主演であるアリアナ・グランデとシンシア・エリヴォの所属レーベルであるリパブリック・レコード／ヴァーヴ・レーベル・グループからリリースされる予定であり、第1作目のサウンドトラックは2024年11月22日に発売される。
2024年7月、ジョン・パウエルが本作の付随的なスコアを作曲し、第2作目でも同様にスコアを担当することが明らかになった。ジェフ・アトマジアンは故ウィリアム・デヴィッド・ブローンが舞台版で作成したオリジナルの編曲を更新し、舞台版で使用された23人編成のオーケストラを映画版では125人編成に拡大した。音楽の録音セッションはロンドンのAIRスタジオで行われ、ミュージカルのオリジナル音楽監督であるスティーヴン・オレマスが楽曲の指揮を、パウエルが付随的スコアの指揮を担当し、ギャビン・グリーナウェイも共に指揮を務めた。録音にはロンドン交響楽団が参加した。グレッグ・ウェルズ、オレマス、シュワルツが音楽プロデューサーを務めた。
スコアアルバムは2024年12月6日にリリースされる予定である。

## 舞台版から映画版への変更点
映画版では新たなキャラクターが追加されている。エルファバの幼少期の世話係であるダルシベア、シズ大学の校長であるコドル先生、そしてシズにガリンダを送り届けるガリンダの両親である。また、エルファバがモリブル夫人から能力を制御する方法を学ぶ個別指導の場面や、子供時代のエルファバがマンチキンランドの子供たちに緑色の肌を理由に嘲笑されるフラッシュバック、ネッサローズとの姉妹関係を掘り下げる場面が描かれている。原作小説やミュージカルに含まれていた性的な内容、特にエルファバの母マレナ・スロップと旅のセールスマンとの不倫関係については、映画版では控えめに描かれている。これは、2部作全体をより幅広い観客に向けた作品とし、モーション・ピクチャー・アソシエーション（MPA）からPG指定を取得するためである。
原作やミュージカルで女性として描かれていたファニーのキャラクターは、映画版では男性（ボウエン・ヤンが演じる）に変更されている。また、ボックのキャラクターは映画版で拡張され、ウッドスマンという姓が与えられた。
楽曲「Something Bad」の場面は変更され、シズ大学キャンパス外のディラモンド博士の家で話す動物たちの私的な集会として描かれている。このシーンでは動物たちがオズの現状について互いに歌い合う形式となっており、舞台版のようにエルファバに直接語る形式ではなくなっている。
映画ではフィエロとエルファバの初対面がシズのクラスメートの集まりではなく、森の中で行われる。フィエロの楽曲「Dancing Through Life」は、舞台版では野外で行われる場面だが、映画版ではシズ大学の円形回転図書館の中で始まり、拡張されたダンスブレイクが追加されている。また、オズダスト・ボールルームの場面も変更・拡張され、映画版では「オズの地下世界」にあるナイトクラブとして再構築されている。ここでは動物たちが楽器を演奏するバンドが登場する。楽曲「Popular」も追加の転調とボーカルの拡張により拡張されている。
クライマックスシーンとなる「Defying Gravity」の演出では、エルファバが空高く舞い上がりながら夕暮れの空で「battle cry」を歌う場面に、緑色の雷が雲を裂き、彼女のマントが風になびきながらさらに大きく広がる様子が描かれている。このシーンは、舞台版でエルファバ役の俳優が「チェリーピッカー」と呼ばれる装置で空中に持ち上げられる演出へのオマージュとなっている。シーン全体も拡張されており、映画第1作のフィナーレとして機能し、「To be continued...」というタイトルカードで締めくくられ、続編『ウィキッド パート2』へと繋がるクリフハンガーとなっている。

## マーケティング
2023年4月16日、映画のファーストルック写真がソーシャルメディアを通じて公開され、シンシア・エリヴォ演じるエルファバとアリアナ・グランデ演じるグリンダの姿が初披露された。同年4月26日、シネマコンで製作中の映像が初公開され、グランデとエリヴォによる楽曲「Popular」と「Defying Gravity」のパフォーマンスが披露された。この映像はユニバーサル・ピクチャーズの会長ドナ・ラングリーによって紹介された。2024年2月11日、第58回スーパーボウルで最初のトレーラーが60秒の「ファーストルック」として公開された。
2024年4月10日、映画は再びシネマコンに登場し、新たな映像を披露するとともに、キャストとスタッフが初めて公の場で映画を宣伝した。イベント会場のロビーには衣装や小道具も展示された。5月13日、NBCユニバーサル・アップフロント・イベントで映画のメイキング映像や、監督のジョン・M・チュウ、エリヴォ、グランデが映画にかける想いを語る特別映像が公開され、その後オンラインで配信された。同年5月15日には公式の3分間の劇場用トレーラーが公開され、5月29日にはレゴのブリックフィルムスタイルで制作されたバージョンもリリースされた。このレゴ版トレーラーは、ファレル・ウィリアムスが制作したアニメ映画『Piece by Piece』の劇場上映に付随して上映された。
2024年11月19日、NBCで放送された特別番組「Defying Gravity: The Curtain Rises on Wicked」では映画の舞台裏が紹介された。この番組は映画のプロモーションを目的としており、同年夏にはパリで開催された2024年パリオリンピック期間中にも宣伝が行われた。エリヴォ、グランデ、ミシェル・ヨーが開会式に出席し、エッフェル塔の前をエメラルドシティの列車「Unlimited One」が通過する映像が公開された。また、女子体操競技のプライムタイム中継では大規模な広告が展開され、予選ラウンドには監督とキャストも出席した。
2024年9月4日、キャラクターポスターが公開され、翌日には新しいトレーラーが公開された。このトレーラーでは「Defying Gravity」と、1939年版『オズの魔法使い』（現ワーナー・ブラザース所有）で使用されたハーバート・ストスハート作曲の「Wicked Witch/Miss Gulch」モチーフをリミックスした楽曲が使われた。同年11月22日には、公式YouTubeチャンネルで「What Is This Feeling?」のシーン全体が公開され、公開直後に100万回以上再生されるなど話題を呼んだ。
映画公開に先立ち、ユニバーサル・プロダクツ＆エクスペリエンスは玩具、アパレル、書籍、美容製品、アクセサリーを含む幅広い商品を展開した。ユニバーサルの製品・体験部門の社長であるヴィンス・クラスーは「『ウィキッド』の愛される物語を発展させ、キャラクターや世界観を製品や没入型の小売体験を通じて具現化するのは非常に楽しい作業でした」と述べている。ユニバーサルは映画のプロモーションのために450社以上のパートナーを集め、3億5000万ドル相当のメディア価値を創出した。2024年10月1日には、グランデの化粧品ブランドR.E.M. Beautyが映画とのコラボ製品を発表した。また、11月1日には映画に焦点を当てた96ページの特別版『ピープル』が発売され、キャストの独占インタビューや制作中の写真が掲載された。
2024年5月15日、シズ大学を模したインタラクティブなウェブサイトが公開され、8月15日までに「2024年度のシズ大学入学申請」を行える企画が開始された。同年9月には、ソーシャルメディア上でインフルエンサーたちが「入学許可証とグッズ」を公開し、マダム・モリブルからの個別の入学許可証やキャンパスマップ、新聞（「フィエロ王子がシズ大学に出没」という記事付き）、バッジ、大学のジャンパーが含まれていた。他のファンにはメールで許可証が送付され、申請が遅れた場合には入学が拒否される仕組みだった。
2024年10月10日、映画公開に向けた「Journey Through Oz」プレスツアーが発表され、公開直前の数週間で各都市が映画の舞台に変身するイベントが行われた。シドニーでは「マンチキンランド」、ロサンゼルスでは「シズ大学」、メキシコシティでは「魔法の森」、ニューヨークでは「オズダスト・ボールルーム」、ロンドンでは「エメラルドシティ」をテーマにした。

## 批判とトラブル

### ポスターへの批判
2024年10月9日、チケット販売開始に合わせ、シンシア・エリヴォとアリアナ・グランデがそれぞれエルファバとグリンダとして登場するポスターが公開された。このポスターは、舞台版ミュージカルのオリジナルポスターアートを再現したものだった。しかし、ポスターの反応は賛否が分かれ、「オリジナルのアートにより近づける」ことを目的としたファン編集がAdobe Photoshopや生成AIツールを用いて制作された。さらに、ポスターはRunway AIを使った動画でパロディ化され、ポスターのエルファバとグリンダが喧嘩をしているように描かれた。このポスターはインターネット上でバイラルとなり、正当なパロディ作品として、エルファバをチャーリー・XCX（グランデとのリミックス曲「Sympathy Is a Knife」のプロモーション画像から）、オフ・ブロードウェイ版『リトル・ショップ・オブ・ホラーズ』（2019年）のオードリーII、ブロードウェイ版『グレート・ギャツビー』（2024年）のジェイ・ギャツビー（ジェレミー・ジョーダン演）に置き換えたものなどが広まった。

2024年10月15日、あるTwitterユーザーがオリジナルの舞台ポスターにより近づけるために、エルファバの目を隠し、グリンダの手を口元に上げ、エルファバに赤い唇の微笑みを加える編集を行ったポスターを投稿した。この編集ポスターは多くのファンから「改善されている」と評価されたが、翌日エリヴォがその編集ポスターを自身のInstagramストーリーで取り上げ、次のようにコメントした。
これは最も野蛮で侮辱的なものの一つです。あのAIを使った喧嘩動画や、「あなたの緑色の肌はどうですか？」という2014年のミームに匹敵します……どれも面白くないし、可愛くもありません。それは私を、そして私たちを貶めます。このポスターはイラストレーションではなく、生身の人間です。私は意図を持ってカメラを真っ直ぐ見つめる選択をしました。私たちのポスターはオマージュであり模倣ではありません。私の顔を編集し、目を隠すことは、私を消し去ることです。それは非常に傷つくことです。
ユーザーはその後、エリヴォに敬意を表して投稿を削除し、悪意はなく予想外の反応だったと説明した。しかし10月20日、そのユーザーは再び編集ポスターを投稿し、エリヴォの感情を尊重しつつも、このポスターが「オリジナルのブロードウェイポスターへのオマージュとして作られた無邪気なファン編集」であると主張した。 10月19日、第4回アカデミー博物館ガラのレッドカーペットで、グランデはこの論争について次のようにコメントした。
AIは非常に複雑で時に問題を引き起こすものだと思いますが、これは私たちを超えた大きな調整の時期だと思います……ファンは楽しみながら編集を作るでしょうし、それが彼らの自由です……そして、私はシンシアをとても尊敬していますし、大好きです。
一方で、エリヴォはファンに対して「攻撃的」だと批判され、過剰反応や自尊心の高さを指摘された。10月29日、エリヴォは『エンターテイメント・トゥナイト』のインタビューで自身の発言について質問され、「必ずしも反論ではありませんでした……この役柄を守りたい気持ちが強かったのです。私はこの役柄に情熱を注いでいますし、ファンも同じように情熱を持っていると感じています。それは単に『エルファバを守りたい』という人間らしい瞬間だったのです。たぶん友人に電話するべきだったかもしれませんが、大丈夫です」と述べた。

### 映画館でのマナー
アメリカでの公開後、応援上映ではないにもかかわらず、劇中の場面に合わせて歌う行為や、上映中に劇中の場面を盗撮してSNSに拡散する行為が相次いだ。これに対し、大手映画チェーンのAMCシアターズやAlamo Drafthouse、映画ファンなどから批判が相次ぐ事態となった。

### マテルの人形
マテルは映画『ウィキッド』の主要キャラクターであるグリンダ、エルファバ、フィエロ、モリブル夫人、車椅子に乗ったネッサローズをモデルにした人形シリーズを製作した。2024年8月には、このシリーズの歌う人形に搭載されたサウンドチップを通じて、映画の楽曲「Popular」と「Defying Gravity」の一部が流出した。
2024年11月、『ウィキッド』ラインの多くの人形の箱やマニュアルに、映画の公式ウェブサイト（www.wickedmovie.com）ではなく、アダルト映画会社Wicked Picturesのウェブサイト（www.wicked.com）へのリンクが誤って記載されていることが判明した。マテルはこの誤りについて謝罪し、誤ったウェブサイトが記載された製品を購入した保護者に対し、パッケージの破棄を求めた。
2024年12月、ノースカロライナ州の母親がこの誤植により自分と娘が精神的苦痛を受けたとして、マテルを相手取り訴訟を起こした。

## 公開

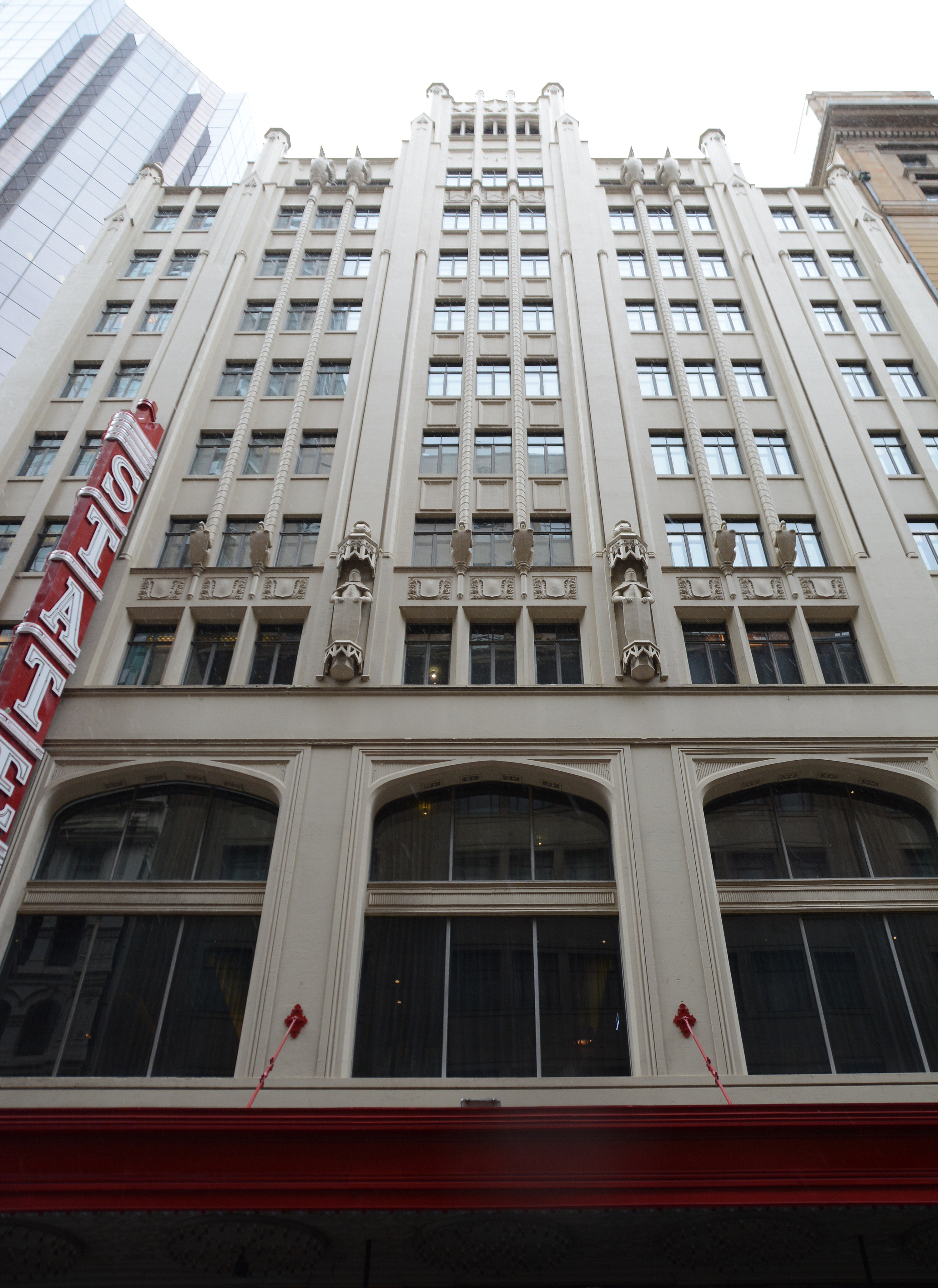
シドニーのステート・シアターは、映画『ウィキッド ふたりの魔女』のワールドプレミアが開催された会場である。

当初1本の映画として発表された『ウィキッド ふたりの魔女』は、2022年4月に2部作として制作されることが決定した。第1作目は2024年11月3日にオーストラリアのシドニーにあるステート・シアターでワールドプレミアが行われ、その後、11月9日にロサンゼルスのドロシー・チャンドラー・パビリオン、11月11日にメキシコシティのナショナル・オーディトリアム、11月18日にロンドンのロイヤル・フェスティバル・ホールでそれぞれプレミア上映が行われた。劇場公開は、オーストラリアとメキシコで11月21日、アメリカでは11月22日にユニバーサル・ピクチャーズによって行われた。上映形式にはRealD 3D、IMAX、ドルビーシネマ、4DX、ScreenX、D-Boxが含まれる。また、11月23日には、第32回国際撮影芸術映画祭Camerimageのクロージング作品としてポーランドで上映され、撮影監督のアリス・ブルックスと、同映画祭で2024年のプロダクションデザイナー賞を受賞したネイサン・クロウリーが出席した。
一般公開に先立ち、Amazonプライム会員向けの特別上映が2024年11月18日に実施され、11月20日には一般向けの先行上映が行われた。これらの先行上映は、アメリカ国内の多くの劇場がIMAX形式で映画を同時上映する唯一の機会となった。これは、『グラディエーターII 英雄を呼ぶ声』が公開初週末に多くのIMAXスクリーンを占有するためである。映画のシングアロングバージョンは2024年12月25日に劇場公開される予定である。
この映画は当初、2019年12月20日、2021年12月22日、2024年12月25日、2024年11月27日といった公開予定日が発表されていたが、最終的に2024年11月22日に前倒しされた。この変更は『モアナと伝説の海2』との競合を避けるためであり、新しい公開日は『グラディエーターII 英雄を呼ぶ声』と重なることとなった。この結果、2023年に『バービー』と『オッペンハイマー』が同日に公開され、「バーベンハイマー現象」と呼ばれるムーブメントが起きたように、本作と『グラディエーターII 英雄を呼ぶ声』の同日公開による「Glicked（グリックト）」現象が起きるのではないかと憶測が広がった。また、2024年アメリカ合衆国大統領選挙の2週間後に公開されることについて、プロデューサーのマーク・プラットは「これは私たちにとって重要な選挙ですが、この物語は人々が互いに繋がるための距離をどのように縮めるか、他者を他者としてではなく見ること、そして時に真実が現実ではない世界で生きることについて語るものです」と述べた。
映画は2024年10月16日にユニバーサル・スタジオ・ロットで、インフルエンサーやアワードシーズンの評論家、映画業界関係者向けに特別上映された。10月22日にはキム・カーダシアンの自宅でプライベート上映が行われ、彼女の家族、エリヴォ、グランデが出席した。また、10月28日にはニューヨーク市のDGAシアターでプライベート上映が行われ、エリヴォ、グランデ、チュウ、プラット、シュワルツ、オリジナルのブロードウェイキャストであるクリスティン・チェノウェス、ノーバート・レオ・バッツ、クリストファー・フィッツジェラルド、現ブロードウェイキャスト、およびこれまでエルファバやグリンダを演じてきた俳優たちが出席した。この上映では、リハーサル中のため参加できなかったイディナ・メンゼルからのビデオメッセージも上映された。11月14日には、アンナ・ウィンター主催の上映会がニューヨークのメトロポリタン美術館で開催され、キャストと多くのセレブリティが出席した。シドニーのステート・シアターでは、11月20日から11月22日まで一般向けの上映が行われた。
劇場公開に先立ち、クウェートの一部の映画館では「公共の倫理」を理由に上映が中止されたが、国内の一部の映画館では引き続き上映が行われている。

### ローカライズ
映画は、これまで各国で上演されてきたミュージカル『ウィキッド』の現地版に基づき、複数の国で吹き替え版として公開された。吹き替え版の中には、ミュージカルの現地版で主要キャラクターを演じた俳優が映画でも声を担当した例がある。ラテンアメリカ版スペイン語ではダンナ・パオラとセシ・デ・ラ・クエバ、ブラジルポルトガル語ではマイラ・ルイスとファビ・バン、韓国語版ではパク・ヘナとチョン・ソナがそれぞれエルファバとグリンダの声を担当した。ドイツ語版でエルファバの声を担当したサブリナ・ヴェッカーリンは、2007年のドイツ版オリジナル公演で代役としてエルファバを初めて演じた。デンマーク語版でグリンダの声を担当したヨハンヌ・ミランドは、現在進行中のデンマーク公演でグリンダを演じている。また、2021年のドイツ公演でエルファバを演じたオランダの俳優ヴァイェン・ファン・デン・ボッシュは、オランダ語版ではグリンダ役として参加した。
さらに、2011年のオランダ版オリジナル公演でエルファバとグリンダを演じたヴィレムイン・ヴェルカイクとシャントール・ヤンセンが、オランダ語吹き替え版にカメオ出演している。他の吹き替え版では、イディナ・メンゼルが演じたキャラクターに特別な配慮がされている。現地のミュージカル公演でエルファバを演じた俳優が声を担当したほか、ミュージカルが未上演の国では、メンゼルの別の代表作であるディズニー映画『アナと雪の女王』のエルサ役を吹き替えた声優が起用されるケースもあった。具体例として、フラマン語版のエルケ・バイル、ハンガリー語版のニコレット・フュレディ、スウェーデン語版のアニカ・ヘルリッツが挙げられる。
他のローカライズ版が既存の舞台版に基づいているのに対し、映画公開の2日前には、ノルウェーで初めてのミュージカル公演が2025年に初演予定であることが発表された。

### ホームメディア
この映画は、2025年3月31日にユニバーサル・ピクチャーズ・ホームエンターテイメントから4Kブルーレイで発売される予定である。

## 評価

### 興行成績

#### 事前販売
『ウィキッド』のチケットは2024年10月9日に販売開始された。これは、パラマウント・ピクチャーズが『グラディエーターII 英雄を呼ぶ声』のチケットを販売開始した翌日だった。10月10日、ファンダンゴ・メディアは本作が同サイトにおいて2024年の第1日目チケット売上ランキングで第2位を記録したと報告した。これは、マーベル・スタジオの『デッドプール＆ウルヴァリン』に次ぐ記録であり、同年で最も成功したPG指定映画の初日チケット売上である。また、PG指定映画としての初日チケット売上では歴代3位となり、『アナと雪の女王2』および2019年のディズニー版『ライオン・キング』の実写リメイクに次ぐ結果となった。
Deadline Hollywoodによると、クォーラムの予測では、『ウィキッド』の北米でのオープニング週末興行収入は6700万～7400万ドルと見込まれていた。一方で、Box Office Theoryは9600万～1億5000万ドル、Boxoffice Proは1億～1億2500万ドルと予測し、これにより『グラディエーターII 英雄を呼ぶ声』を抑えて興行収入トップになると見られていた。パンデミック後のミュージカル映画が収益性を持つのかという懐疑的な見方も当初は存在していた。
しかし、公開週には予測が上方修正され、全世界のオープニング興行収入は1億6500万～2億ドル（北米での収益は1億2500万～1億5000万ドル）と見積もられた。これは、観客からの好意的な口コミと映画のアワードシーズンでの注目が影響しているとされる。

#### 興行収入
2024年12月8日時点で、『ウィキッド』の興行収入は、アメリカとカナダで2億9520万ドル、その他の地域で9710万ドルを記録し、全世界合計で3億9230万ドルとなった。
アメリカとカナダでは、公開初日に4647万ドルを記録。このうち、公開前週に行われたプレビュー上映での収益は1920万ドルであり、月曜日に250万ドル、水曜日に570万ドル、木曜日に1100万ドルを稼いだ。公開初週末の興行収入は、アメリカとカナダで1億1250万ドル、全世界で1億6290万ドルとなり、いずれも興行収入ランキングで首位を獲得した。この記録は、ブロードウェイミュージカルを原作とした映画として史上最大のオープニングとなり、『イントゥ・ザ・ウッズ』（2014年）の国内オープニング3110万ドルや、『レ・ミゼラブル』（2012年）の全世界オープニング1億300万ドルを超えた。
翌週の木曜日（感謝祭の日）には1690万ドルを記録し、感謝祭の日としては『モアナと伝説の海2』（2800万ドル）に次ぐ歴代2位の成績となった。その翌日、ブラックフライデーには3200万ドルを稼いだ。第2週末の興行収入は8000万ドル（5日間で合計1億1750万ドル）で、初週末からの落ち込みはわずか29%だった。興行収入ランキングでは『モアナと伝説の海2』に次ぐ2位となった。
感謝祭週末終了時点で、アメリカ国内の累計興行収入は2億5000万ドルを超え、国内でのブロードウェイミュージカル原作映画として歴代最高の興行収入を達成した。これにより、『グリース』（1978年）の国内累計興行収入1億9000万ドルを上回った。

### 批評家の反応
レビュー収集サイトRotten Tomatoesでは、334件のレビューのうち89%が肯定的で、平均評価は7.8/10となっている。同サイトのコンセンサスには、「シンシア・エリヴォとアリアナ・グランデの魔法のような共演によって『ウィキッド』は重力を超越し、その大胆さと魅力がオズへの抗えない招待状となっている」と記載されている。Metacriticでは、62件のレビューに基づき加重平均スコアが100点中73点を獲得し、「概ね好意的なレビュー」を示している。CinemaScoreの観客調査では、A+からFの評価スケールで平均「A」を獲得し、ポストトラックの調査では全体の好意的な評価が92%で、80%の観客が「ぜひお勧めしたい」と回答している。
『ウォール・ストリート・ジャーナル』のカイル・スミスは本作を「今年最もエンターテインメント性に優れた映画であり、『シカゴ』以来最も華やかなハリウッドの実写ミュージカル」と称賛した。『バラエティ』のジャズ・タンカイは「想像を超えたミュージカルの傑作」と評価し、チュウの演出、キャストの演技、セットや衣装を特に高く評価した。Deadline Hollywoodのアントニア・ブライスは本作を「最初から最後まで楽しい作品」であり、「エリヴォとグランデの一流の才能と笑えるコメディセンスを披露したおいしい、愉快な作品」とし、楽曲の演出に驚きと喜び、そして深みがあると評した。The Playlistのグレゴリー・エルウッドは、特にグランデを本作のハイライトとして挙げ、「彼女はキャラクターに驚くべき深みを与え、観客を笑顔にさせるミュージカルナンバーを披露する。何を見ているのか信じられないほど素晴らしい」と述べた。
ジョナサン・ベイリーについては『ガーディアン』のピーター・ブラッドショーが「ヘテロキャンプなフィエロを見事に演じ、場面を奪う」と称賛し、ABCニュースのピーター・トラヴァースも「歌、ダンス、演技の卓越した才能を示している」と高く評価した。『エンターテインメント・ウィークリー』のクリスチャン・ホルブは、彼の楽曲「Dancing Through Life」を「この映画化で最大のミュージカルの達成」と評した。
一方で、批判的な意見も少なくなかった。『ボストン・グローブ』のオディ・ヘンダーソンは「視覚的に魅力に欠ける」とし、「トーンの変化をうまく扱えていない。権威主義と幅広いコメディは奇妙で不安定な組み合わせだ」と指摘した。RogerEbert.comのクリスティ・ルミアは「大掛かりで派手な演出に焦点を当てているときはスリリングだが、チュウが映画の重いテーマである権威主義を無理やり挿入しようとする部分は効果的ではない」と述べた。『ReelViews』のジェームズ・ベラーディネリは「『ウィキッド: パート1』には非常に高い完成度の部分もあるが、製作者は“冗長さ”をむしろ有益な特性と捉えているようだ」と批判した。

### 文化的影響
ブロードウェイでエルファバとグリンダをそれぞれ演じたオリジナルキャストのイディナ・メンゼルとクリスティン・チェノウェスは、映画版でその役を演じた俳優たちの演技を称賛した。チェノウェスは「キャスト全員が素晴らしい。ジョン・チュウは見事にやり遂げました。本当に感動して、感情が高まり、喜びに満たされました」とコメントした。メンゼルは「映画はオリジナルの舞台版に対する深い愛情と敬意を持ちながら、想像もできなかった美しい方法でそれを発展させています」と述べた。1939年版『オズの魔法使い』でドロシーを演じたジュディ・ガーランドの娘の一人であるローナ・ラフトは、本作を「息を呑むほど美しい映像で、私が望んでいたすべてを満たしてくれる作品」と評した。
『ELLE』のパナシェ・ニャダンドゥは、この映画を「非常に必要とされていた現実逃避」であり、優しさ、友情、表現、多様性の受容という強力なメッセージを観客に届けたと評価した。特に2024年アメリカ合衆国大統領選挙後の時期に、こうしたテーマが歓迎されたと述べた。また、「LGBTQ+の表現から障がい者への光の当て方、動物の権利、女性同士の友情まで、『ウィキッド』は完全なるファンタジーの世界への逃避を提供するだけでなく、腐敗と差別に満ちた世界をどのように生き抜くかを鋭く思い出させる作品でもある」と付け加えた。
2024年11月21日、プレスツアーのインタビュー中にジャーナリストのトレーシー・E・ギルクリストがエリヴォとグランデに、「視聴者は『Defying Gravity』の歌詞に『心を開いて受け止めている』」と述べた場面がバイラルとなり、複数のミームが生まれた。ギルクリストはその後、自身の発言について「私にとって、それはその瞬間に集中し、気を散らさず、細胞レベルで何かを感じることを意味します……曲の歌詞に心を開くことができる—何度も聴いたことがある曲でも—それが突然、クィアな立場で新しい意味を持つことがあります」と説明した。

### 受賞歴
この映画は複数の賞を受賞し、ノミネートもされた。ナショナル・ボード・オブ・レビュー（NBR）賞では、ファンタジー映画として初めて作品賞を受賞し、ミュージカル映画としては2001年の『ムーラン・ルージュ』以来の受賞となった。さらに、アメリカン・フィルム・インスティチュート（AFI）によって2024年のトップ10映画の一つに選出された。

## 今後の展開

### 続編
直接の続編である『ウィキッド 永遠の約束』（原題：Wicked: For Good）は、当初2025年12月25日および2025年11月26日に公開が予定されていたが、最終的に2025年11月21日に公開される予定である。日本では2026年3月に公開予定。

### さらなる展開の可能性
2024年11月、スティーヴン・シュワルツとウィニー・ホルツマンは、本シリーズに関連する「何か」新たなプロジェクトの可能性について議論していることを明かした。ただし、それは『ウィキッド パート3』や『パート4』というタイトルにはならないと述べている。また、『ウィキッド』の世界観をさらに広げることに興味があるとも語った。